# Olympische Sommerspiele 2004/Teilnehmer (Grenada)
| Gelbes Symbol für Goldmedaillen mit stilisierten Olympischen Ringen | Graues Symbol für Silbermedaillen mit stilisierten Olympischen Ringen | Braundes Symbol für Bronzemedaillen mit stilisierten Olympischen Ringen |
| ------------------------------------------------------------------- | --------------------------------------------------------------------- | ----------------------------------------------------------------------- |
| —                                                                   | —                                                                     | —                                                                       |

Grenada nahm bei den Olympischen Spielen 2004 in Athen zum sechsten Mal an Olympischen Sommerspielen teil. Die Olympiamannschaft bestand aus fünf Athleten.

## Teilnehmer nach Sportart

### Leichtathletik
- Alleyne Francique
Männer, 400 m, 4. Platz (44,66 s)

- Randy Lewis
Männer, Dreisprung, in der 1. Runde ausgeschieden (16,33 m)

- Hazel-Ann Regis
Frauen, 400 m, im Halbfinale ausgeschieden (51,47 s)

### Schwimmen
- Melissa Ashby
Frauen, 100 m Brust: im Vorlauf ausgeschieden (1:22,67 min)

- Johnathan Steele
Männer, 50 m Freistil, im Vorlauf ausgeschieden (26,40 s)